# Adriano Martínez Morales
Adriano Martínez Morales, nascido em Porto do Son e falecido na mesma câmara municipal a 5 de junho de 1942, foi um perito agrícola e escritor galego.

## Trajectória
Estudou no Instituto da Corunha, foi membro da Sociedade Agrícola de Nebra, e trabalhou na estação experimental agrícola da Corunha. Publicou, em 1930, Divagaciones. Consejos, ideias y conocimientos úteis al campesino y para él escritos.